# Joseph de Goislard de Monsabert

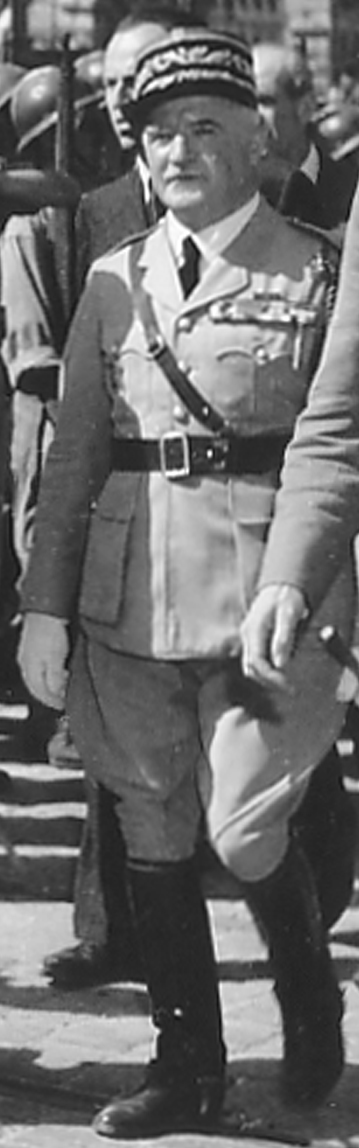
General Monsabert (1944)

Joseph Jean de Goislard de Monsabert (* 30. September 1887 in Libourne; † 13. Juni 1981 in Dax) war ein französischer Général d’armée.

## Leben
Goislard de Monsabert war Absolvent der Militärschule Saint-Cyr, der Offiziersschule des französischen Heeres. Er diente im Ersten Weltkrieg und war unter anderem im Zweiten Weltkrieg Kommandeur der algerischen 3. Division bei der Schlacht um Monte Cassino (1944). Später führte er als Kommandierender General das 2. französische Corps.
Nach Kriegsende wirkte er als Befehlshaber der französischen Besatzungsstreitkräfte.

## Auszeichnungen
Dies ist eine unvollständige Auflistung:
- Großkreuz der Ehrenlegion
- Kriegskreuz 1914–1918
- Croix de guerre théâtres d'opérations extérieurs (T.O.E.)
- Croix de guerre 1939–1945
- Military Cross
- Bronze Star Medal
- Officer of the Legion of Merit

## Werke
Dies ist eine unvollständige Auswahl:
- En relisant Bugeaud et Lyautey, 1937.
- Il faut refaire l'armée française, 1950.
- Notes de Guerre, 1999.